# 8254 Moskovitz
A 8254 Moskovitz (ideiglenes jelöléssel (8254) 1981 EF18) a Naprendszer kisbolygóövében található aszteroida. Schelte J. Bus fedezte fel 1981. március 2-án.